# Jeffery Taylor
Jeffery Matthew Taylor (nacido el 23 de mayo de 1989 en Norrköping, Östergötland) es un jugador de baloncesto sueco-estadounidense que actualmente juega en el BC Wolves de la Lietuvos krepšinio lyga. Con 2,01 metros de estatura, juega en la posición de alero. Es hijo del que fuera jugador profesional en la década de los 80 Jeff Taylor.

## Trayectoria deportiva

### Universidad
Jugó durante cuatro temporadas con los Commodores de la Universidad Vanderbilt, en las que promedió 14,2 puntos, 5,6 rebotes y 1,9 asistencias por partido. En su primera temporada fue incluido en el mejor quinteto de novatos de la Southeastern Conference, tras promediar 12,2 puntos y 6,2 rebotes por partido. Los dos años siguientes apareció en el segundo equipo absoluto, y finalmente en 2012 fue incluido en el mejor quinteto de la conferencia, después de promediar 16,1 puntos y 5,6 rebotes. Acabó como el tercer mejor anotador de todos los tiempos en Vanderbilt, sólo superado por Shan Foster y Matt Freije.

### Profesional
Fue elegido en la trigésimo primera posición del Draft de la NBA de 2012 por Charlotte Bobcats. Debutó como profesional el 3 de noviembre ante Dallas Mavericks.
El 23 de noviembre de 2012, Taylor alcanzó su récord personal de 16 puntos en una derrota por 91-101 ante los Atlanta Hawks.
El 21 de diciembre de 2013, se anunció que Taylor se perdería el resto de la temporada por tener el tendón de Aquiles derecho desgarrado. Hasta ese momento había establecido un promedio de 8,0 puntos y 2,3 rebotes en 24,2 minutos por partido.
A principios de noviembre de 2014, Taylor fue alejado de la actividad de los Charlotte Hornets debido a que fue condenado por golpear en estado de embriaguez a su novia.
La NBA anunció el 19 de noviembre la suspensión, por 24 partidos, del alero de los Hornets, después de que el jugador se declarara culpable de un cargo de agresión y violencia doméstica, al igual que de otro cargo de destrucción maliciosa de propiedad. Se perdió los siguientes 13 partidos de los Hornets, y contaron para la suspensión los 11 partidos en los que no participó mientras se resolvía el caso en los tribunales. La gerencia de Charlotte le prohibió participar en actividades y juegos de los equipos en lo que se resolvía la situación.
El 27 de agosto de 2015, el Real Madrid hace oficial la llegada del alero procedente de los Charlotte Hornets. Tras la finalización de la temporada 2021-22, el Real Madrid decidió no renovar al jugador.
Durante los siete años que estuvo vinculado al Real Madrid consiguió 13 títulos oficiales y se convirtió en el segundo extranjero con más partidos después de Jaycee Carroll. En todo este tiempo adoptó un rol secundario y de especialista defensivo.

## Estadísticas de su carrera en la NBA

### Temporada regular
| Año     | Equipo    | PJ  | PT | MPP  | %TC  | %3P  | %TL  | RPP | APP | ROB | TPP | PPP |
| ------- | --------- | --- | -- | ---- | ---- | ---- | ---- | --- | --- | --- | --- | --- |
| 2012-13 | Charlotte | 77  | 29 | 19.6 | .431 | .344 | .728 | 1.9 | .8  | .6  | .2  | 6.1 |
| 2013-14 | Charlotte | 26  | 8  | 24.2 | .376 | .269 | .553 | 2.3 | .8  | .5  | .2  | 8.0 |
| 2014-15 | Charlotte | 29  | 13 | 14.8 | .395 | .306 | .634 | 1.8 | .8  | .4  | .2  | 4.4 |
| Total   | Total     | 132 | 50 | 19.4 | .409 | .319 | .665 | 2.0 | .8  | .5  | .2  | 6.1 |